# Comuna Velîka Blahovișcenka, Hornostaiivka
Velîka Blahovișcenka (în ucraineană Велика Благовіщенка) este o comună în raionul Hornostaiivka, regiunea Herson, Ucraina, formată din satele Novoielîzavetivka, Vasîlivka și Velîka Blahovișcenka (reședința).

## Demografie
Componența lingvistică a comunei Velîka Blahovișcenka
     Ucraineană (91,83%)
     Rusă (5,57%)
     Română (1,22%)
     Belarusă (1,15%)
Conform recensământului din 2001, majoritatea populației comunei Velîka Blahovișcenka era vorbitoare de ucraineană (91,83%), existând în minoritate și vorbitori de rusă (5,57%), română (1,22%) și belarusă (1,15%).